# Чемпіонат України з футболу серед аматорів 2022—2023
Чемпіонат України з футболу серед аматорських команд 2022–2023 — 27-й чемпіонат України серед аматорів. Організатор чемпіонату — Асоціація аматорського футболу України (ААФУ).
Чемпіонат стартував 10 вересня 2022 року. Оскільки у 2022 році російсько-українська війна набула загострення, багато клубів не змогли виставити свої команди на змагання.

## Регламент змагань
Змагання складалося з групового етапу та етапу плей-оф.
На груповому етапі 15 команд, розділених на дві групи, грали двоколовий турнір за круговою системою.
Фінальний етап змагань проводився у форматі плей-оф, до якого увійшли 8 команд. Стадії 1/4 фіналу та 1/2 фіналу складалися з двох матчів, один з яких проводився вдома, а інший — на виїзді. Фінальний матч проводився на нейтральному полі.
За підсумками фінального матчу визначився чемпіон і срібний призер чемпіонату. Команди, що вибули зі змагань на стадії 1/2 фіналу плей-оф, отримали звання бронзових призерів чемпіонату.

## Учасники
| Команда                                | Населений пункт                           | Стадіон                                                                            |         |         |         |
| Група 1                                | Група 1                                   | Група 1                                                                            | Група 1 | Група 1 | Група 1 |
| -------------------------------------- | ----------------------------------------- | ---------------------------------------------------------------------------------- | ------- | ------- | ------- |
| «Агрон»                                | Великогаївська ОТГ Тернопільського району | «Сокіл» (с. Великі Гаї)                                                            |         |         |         |
| «Варатик»                              | Коломия                                   | «Каменяр» (с. Воскресинці)                                                         |         |         |         |
| «Колос»                                | Полонне                                   | «Полонь»                                                                           |         |         |         |
| ФК «Куликів»                           | смт Куликів Львівського району            | «Арена Куликів» «Школяр» (м. Львів) (1 матч)                                       |         |         |         |
| «Луцьксантехмонтаж №536» («ЛСТМ №536») | Луцьк                                     | «Княгининок-Арена» (с. Княгининок)                                                 |         |         |         |
| «Скала 1911»                           | Стрий                                     | «Сокіл»                                                                            |         |         |         |
| «Факел»                                | Липовець                                  | «Колос»                                                                            |         |         |         |
| Група 2                                |                                           |                                                                                    |         |         |         |
| «Атлет»                                | Київ                                      | «Атлет»                                                                            |         |         |         |
| «Дружба»                               | с. Мирівка Обухівського району            | ФОК Кагарличчини (м. Кагарлик) «Урбан спорт сіті Арсенал» (м. Київ) (1 матч)       |         |         |         |
| «Зірка»                                | Кропивницький                             | «Зірка» ім. С. Березкіна                                                           |         |         |         |
| «Локомотив»                            | Київ                                      | «Локомотив»                                                                        |         |         |         |
| «Мотор»                                | Запоріжжя                                 | «Зірка» ім. С. Березкіна (м. Кропивницький)                                        |         |         |         |
| «Нафтовик»                             | Охтирка                                   | «Молодіжний» (м. Полтава) «Барса» (м. Суми) (1 матч) «Авангард» (м. Суми) (1 матч) |         |         |         |
| «Олімпія»                              | с. Савинці Миргородського району          | «Старт» (м. Миргород)                                                              |         |         |         |
| «Штурм»                                | с. Іванків Бориспільського району         | «Лівий берег» (ур. Млиново) НТБ «Динамо» (м. Київ) (2 матчі)                       |         |         |         |

## Турнірна таблиця
| М | Команда      | І  | В | Н | П  | РМ    | О  |
| - | ------------ | -- | - | - | -- | ----- | -- |
| 1 | «Колос»      | 12 | 8 | 3 | 1  | 28−10 | 27 |
| 2 | «Агрон»      | 12 | 8 | 2 | 2  | 20−10 | 26 |
| 3 | «Скала 1911» | 12 | 8 | 1 | 3  | 37−8  | 25 |
| 4 | «ЛСТМ №536»  | 12 | 5 | 2 | 5  | 34−18 | 17 |
| 5 | ФК «Куликів» | 12 | 4 | 3 | 5  | 23−19 | 15 |
| 6 | «Факел»      | 12 | 3 | 1 | 8  | 17−29 | 10 |
| 7 | «Варатик»    | 12 | 0 | 0 | 12 | 7−72  | 0  |

| М | Команда     | І  | В  | Н | П  | РМ    | О  |
| - | ----------- | -- | -- | - | -- | ----- | -- |
| 1 | «Дружба»    | 14 | 10 | 3 | 1  | 24−7  | 33 |
| 2 | «Нафтовик»  | 14 | 8  | 1 | 5  | 19−22 | 25 |
| 3 | «Штурм»     | 14 | 7  | 3 | 4  | 19−11 | 24 |
| 4 | «Олімпія»   | 14 | 6  | 4 | 4  | 24−14 | 22 |
| 5 | «Локомотив» | 14 | 6  | 3 | 5  | 17−9  | 21 |
| 6 | «Атлет»     | 14 | 5  | 0 | 9  | 19−22 | 15 |
| 7 | «Мотор»     | 14 | 4  | 0 | 10 | 7−23  | 12 |
| 8 | «Зірка»     | 14 | 2  | 2 | 10 | 15−36 | 8  |

13 лютого 2023 року «Мотор» знявся зі змагань, в усіх матчах, починаючи з 9-го туру, команді зараховані технічні поразки 0:3.

## Фінальний етап
До етапу кваліфікувалися вісім команд.

### 1/4 фіналу
Матчі відбулися 3-4 та 10-11 червня.
| Команда 1            | Заг.    | Команда 2                    | 1-й матч | 2-й матч |
| -------------------- | ------- | ---------------------------- | -------- | -------- |
| «Скала 1911» (Стрий) | 2:1     | «Нафтовик» (Охтирка)         | 1:0      | 1:1      |
| «Олімпія» (Савинці)  | 4:4 (ч) | «Колос» (Полонне)            | 2:0      | 2:4      |
| «Штурм» (Іванків)    | 2:1     | «Агрон» (Великогаївська ОТГ) | 1:0      | 1:1      |
| «ЛСТМ №536» (Луцьк)  | 1:4     | «Дружба» (Мирівка)           | 1:3      | 0:1      |

### 1/2 фіналу
Матчі відбулися 18 та 24 червня.
| Команда 1          | Заг. | Команда 2            | 1-й матч | 2-й матч |
| ------------------ | ---- | -------------------- | -------- | -------- |
| «Дружба» (Мирівка) | 5:1  | «Скала 1911» (Стрий) | 4:1      | 1:0      |
| «Штурм» (Іванків)  | 5:1  | «Олімпія» (Савинці)  | 3:0      | 2:1      |

### Фінал
| 30 червня 2023 13:00 +25 °C |

| «Дружба» (Мирівка)        | 2:0      | «Штурм» (Іванків) |
| ------------------------- | -------- | ----------------- |
| Сторчоус 26' Грищенко 90' | Протокол |                   |

| НТК ім. Баннікова, Київ Глядачів: 0 Арбітр: Олександр Кальонов (Івано-Франківськ) |

| Чемпіон України з футболу серед аматорів 2022—2023 |
| -------------------------------------------------- |
| «Дружба» (Мирівка) Вперше                          |

## Найкращі бомбардири
| № | Футболіст       | Команда      | Голи (пен.) |
| - | --------------- | ------------ | ----------- |
| 1 | Юрій Черепущак  | «Скала 1911» | 8           |
| 2 | Назар Процик    | «Агрон»      | 7           |
| 2 | Богдан Скоцький | «Колос»      | 7           |
| 4 | Тарас Кабанов   | «ЛСТМ №536»  | 7 (1)       |
| 5 | Вадим Шаврін    | «Нафтовик»   | 7 (3)       |